# Les Charnelles
Pour plus de détails, voir Fiche technique et Distribution.
Les Charnelles est un film dramatique et érotique français, écrit et réalisé par Claude Mulot en 1974. Son éditeur Le Chat qui fume le présente comme « un road-movie sombre et sans concession ».

## Synopsis
Benoît est issu d'une famille privilégiée : aisé et séduisant, il affronte pourtant de nombreuses névroses quotidiennes. Impuissant, l'homme n'atteint la jouissance que dans le voyeurisme.
Lorsque sa route croise celle du ténébreux Jean-Pierre, puis de la ravissante Isabelle, le trio se lance dans un voyage sans retour. Alors que Benoît cherche à retrouver sa virilité, le couple instable court vers une renaissance.

## Fiche technique
Sauf indication contraire, les informations mentionnées dans cette section peuvent être confirmées par la base de données cinématographiques IMDb,  présente dans la section « Liens externes ».
- Titre : Les Charnelles
- Réalisation : Claude Mulot
- Scénario : Claude Mulot (sous le nom de « Frédéric Lansac »)
- Maquillage : Janine Jarreau
- Son : Richard Haerapyan, Gérard Kikoïne, Lucien Yvonnet
- Photographie : Jacques Assuérus
- Musique : Eddie Vartan
- Production : Bernard Péault
- Pays d'origine :  France
- Langue : français
- Genre : drame, érotique
- Durée : 87 minutes (1h27)
- Dates de sortie :
  - France : 20 février 1974
- Classification :
  - France : Interdit aux moins de 16 ans

## Distribution
- Francis Lemonnier : Benoît
- Patrick Penn : Jean-Pierre
- Anne Libert : Isabelle
- Barbara Sommers : Samuel
- Robert Lombard
- Mireille Rivat
- Karin Meier
- Katia Tchenko : la fille violée sur le fumier

## Autour du film
- Les Charnelles a bénéficié d'un recueil de photos de tournage, paru aux Editions Nitrate. Le livre comporte plus de 400 photographies exclusives et jusqu'alors inédites dont les photos d'une scène coupée au montage final[2].